# Карньер
Карньер (фр. Carnières) — коммуна во Франции, регион О-де-Франс, департамент Нор, кантон Кодри. Расположена в 7 км к востоку от Камбре и в 61 км к югу от Лилля, в 12 км от автомагистрали А2.
Население (2017) — 1 073 человека.

## Экономика
Уровень безработицы (2017) — 13,7 % (Франция в целом — 13,4 %, департамент Нор — 17,6 %). 

Среднегодовой доход на 1 человека, евро (2017) — 20 220 (Франция в целом — 21 110, департамент Нор — 19 490).

## Демография
Динамика численности населения, чел.

## Администрация
Пост мэра Карньера с 2020 года занимает Сандрин Оттон (Sandrine Hotton). На муниципальных выборах 2020 года возглавляемый ею список победил в 1-м туре, получив 55,05 % голосов.
| Период | Период | Фамилия         | Партия       | Примечания |
| ------ | ------ | --------------- | ------------ | ---------- |
| 2001   | 2020   | Жан-Мари Тордуа | Разные левые |            |
| 2020   |        | Сандрин Оттон   |              |            |